# Мињано Монте Лунго
Мињано Монте Лунго (итал. Mignano Monte Lungo) је насеље у Италији у округу Казерта, региону Кампанија.
Према процени из 2011. у насељу је живело 1870 становника. Насеље се налази на надморској висини од 126 м.

## Становништво
| 1951. | 1961. | 1971. | 1981. | 1991. | 2001. | 2011. |
| ----- | ----- | ----- | ----- | ----- | ----- | ----- |
| 3.808 | 3.457 | 3.113 | 3.036 | 3.317 | 3.314 | 3.258 |